# Raisin (musical)
Raisin è un adattamento musicale di A Raisin in the Sun, capolavoro della drammaturga Lorraine Hansberry, con colonna sonora di Judd Woldin e Robert Brittan e libretto di Charlotte Zaltzberg e Robert Britten (ex-marito della Hensberry), coreografia di Donald McKayle. Il musical debuttò nel 1974 e rimase in scena a Broadway per 847 repliche, vincendo due Tony Awards: miglior musical e miglior attrice in un musical a Virginia Capers.

## Numeri musicali
- "Prologue" - Cast
- "Man Say" - Walter Lee Younger
- "Whose Little Angry Man" - Ruth Younger
- "Runnin' to Meet the Man" - Walter Lee Younger e cast
- "A Whole Lotta Sunlight" - Mama
- "Booze" - Bar Girl, Bobo Jones, Walter Lee Younger, Willie Harris e cast
- "Alaiyo" - Asagai e Beneatha Younger
- "African Dance - Beneatha Younger, Walter Lee Younger e cast
- "Sweet Time"  - Ruth Younger e Walter Lee Younger
- "You Done Right" - Walter Lee Younger

- "He Come Down This Morning" - Pastor, Pastor's Wife, Mama e Mrs. Johnson
- "It's a Deal" - Walter Lee Younger
- "Sweet Time (Reprise)" - Ruth Younger e Walter Lee Younger
- "Sidewalk Tree" - Travis Younger
- "Not Anymore" - Walter Lee Younger, Ruth Younger e Beneatha Younger
- "Alaiyo (Reprise)" - Asagai
- "It's a Deal (Reprise)" - Walter Lee Younger
- "Measure the Valleys" - Mama
- "He Come Down This Morning (Reprise)" - Cast